# Fearless Vampire Killers
Fearless Vampire Killers ist eine fünf-köpfige Alternative-Rock-Band, die 2008 in London gegründet wurde. Ihre Besetzung besteht aus dem Sänger und Gitarristen Laurence Beveridge, Kier Kemp, der ebenfalls Sänger und Gitarrist der Band ist, dem Bassisten Drew Woolnough, dem Lead-Gitarristen Cyrus Barrone (richtiger Name Shane Sumner) und dem Schlagzeuger Luke Illingworth (bekannt als Pillnahn).
Der Name der Band stammt von Roman Polańskis Film Tanz der Vampire, im Original The Fearless Vampire Killers.

## Geschichte
Die Band wurde 2007 unter dem Namen „Remember When“ gegründet. Damals bestand sie aus den heutigen Mitgliedern Laurence Beveridge, Kier Kemp und Cyrus Barrone sowie einem der früheren Schlagzeuger von Fearless Vampire Killers, Luke Fairhead. Alle Mitglieder von Remember When wuchsen gemeinsam in Waveney Valley in Suffolk auf. Kurz nachdem sie nach London gezogen waren, löste sich Remember When allerdings auf. Kurz darauf, im Jahr 2008, fanden sich die ehemaligen Mitglieder als Fearless Vampire Killers zusammen. Kurze Zeit später stieß Drew Woolnough als Bassist zu ihnen, welcher zuvor mit Laurence in einer Band namens Self-Titled gespielt hatte. Nach verschiedenen Schlagzeugern wurde die heutige Besetzung 2011 durch Drummer Luke Illingworth vervollständigt.
Zusätzlich zu ihrer Musik übernehmen die Bandmitglieder einen Großteil der übrigen Arbeit. So entwirft und zeichnet Cyrus Barrone die Vorlagen für das Band-Merchandise; zudem hat er ein alternatives, animiertes Musikvideo zu ihrer Single Palace in Flames gezeichnet. Auch führt die Band bei all ihren Videos Regie. Laurence Beveridge hat außerdem einen 334-seitigen Roman mit dem Titel Ruple & Evelyn geschrieben, der in der fiktiven Welt Grandomina spielt und die Ereignisse hinter ihren Songs erzählt, auch wenn der Roman ungefähr 600 Jahre vor den Geschehnissen in den Liedern spielt.
Ihr Debütalbum Militia of the Lost erschien am 14. Mai 2012 bei Goremount Records in England. Sänger Laurence Beveridge beschreibt Militia of the Lost als Konzeptalbum, in dem es um „Liebe, Verlust und Sucht“ geht und als „ein Album über den Kampf um einen Platz in der Gesellschaft zu finden“. Die Lieder des Albums handeln von „the events in the lead up to, and subsequently the repercussions, of the city’s royal palace being set on fire“ und „five men [that] cross paths and get dragged into this world of monsters and crazed revolutionaries“.
Am 4. Juli 2016 gaben Fearless Vampire Killers ihre Trennung bekannt.
Kier Kemp gründete relativ zeitnah die Band inklings mit Michael Lane.
Die Neugründung der Band unter dem Namen The Broken Kings gaben sie am 17. März 2018 bekannt. Die Band besteht allerdings nur aus Laurence Beveridge, Drew Woolnough and Luke Illingworth, also drei der ursprünglichen Besetzung von Fearless Vampire Killers.
Im Dezember 2021 ging auf Twitter ein Account mit dem Namen After The Flames online. Auf diesem Account wurde ein Konzert angekündigt sowie zwei Songs gepostet. Fans der Band hatten schnell im Verdacht, dass die Band Fearless Vampire Killers hinter diesem Account steckt. Am 11. März 2022 spielten Fearless Vampire Killers ihr Comeback im The Black Heart in Camden Town, London.
Laurence Beveridge und Kier Kemp erklärten einen Tag später in einem 90-minütigen Video, dass sie After The Flames erfunden haben, um ohne Druck und in Ruhe ihr Comeback vorbereiten zu können.

## Einflüsse und Stil
Die Einflüsse der Band sind zum Teil unterschiedlich, da jedes Bandmitglied seinen eigenen Musikgeschmack einbringt. Unter anderem benennen sie David Bowie, Queen, Green Day, Weezer, Danny Elfman, Iron Maiden, Avenged Sevenfold, Metallica und The Kinks.
In einem Review von Rock Sound über ihre erste EP, In Grandomina... werden ihre Songs als einen „zu Gothic-neigenden Pop-Rock“ beschrieben, die Band selbst bezeichnet ihren Musikstil jedoch häufig humorvoll als „Danny Elfman Diarrhea“. Sie wurden für Fans der US-amerikanischen Rockbands My Chemical Romance, Black Veil Brides und Aiden vorgeschlagen, sowie für Fans der britischen Rockband Muse. Bizarre Magazine schrieb „Wenn sich My Chemical Romance und Panic! at the Disco paaren würden, würden ihre Nachkommen aussehen wie Fearless Vampire Killers“ und dass sie „unglaublich vielversprechend“ seien.
Ein Großteil ihrer Outfits – insbesondere das Bühnenoutfit von Cyrus Barrone – ist inspiriert von Steampunk sowie durch „Frankreich um den Jahrhundertwechsel, böhmische Ideen aus dem späten 19. Jahrhundert, kurze Westen und ein bisschen vom alten Eyeliner“, so Kier Kemp.

## Presse
Fearless Vampire Killers waren unter den „10 besten Unsigned Bands in Großbritannien“ des Kerrang! Magazins im September 2011. Sie waren auch die Band des Tages des Guardian Newspapers (#1226). Rocksound.tv wählte sie außerdem zur Band of the Week am 5. März 2012. Noch vor dem Erscheinen von Militia Of The Lost waren sie in AltSounds „In Pictures“. Die Bilder wurden bei ihrer Akustikshow in der St Luke's Church gemacht.
Fearless Vampire Killers waren in vielen Zeitschriften, wie z. B. Big Cheese, Rocksound, Artrocker und Kerrang!. Rocksound meint, dass Fearless Vampire Killers wie „ein instantes Gegengift zu allem Berechenbarem und Alltäglichem“ seien. Anfang 2012 waren Fearless Vampire Killers in Kerrang!'s Shots of 2011 - The New Breed, welches Fotos von neuen Bands beinhaltete. Ihre Release Show für die EP ... The Blood Never Dries bekam vier von fünf K's in der Kerrang!. Kerrang! meinte später, dass Fearless Vampire Killers die „neue Band ihrer Träume“ wären.
Sie bekamen ihre erste Award-Nominierung im Mai 2012 in der Kategorie für „Best British Newcomer“ bei den Kerrang! Awards 2012. Kier Kemp, Co-Frontmann der Band, war auf Platz 20 der „50 Greatest Rockstars in the World Today“. Da Kier sehr stolz darauf war, kaufte er eine große Hüpfburg für sich und die Band und platzierte diese in der Wohnung der Band.
Am 4. April 2013 war Kier Kemp in den Channel 4 News und diskutierte über sogenannte 'Hate Crimes' sprich darüber ob es bestraft werden soll, wenn Anhänger bestimmter Musikrichtungen beleidigt oder sogar verprügelt werden.
Seit dem 17. Juli 2014 besitzen Fearless Vampire Killers ihr eigenes Social Network mit dem Namen Obsidian Bond.

## Tour und Auftritte
Fearless Vampire Killers spielen normalerweise in kleinen Veranstaltungsorten, wie z. B. Camden und Barfly. Sie spielten auch in Southampton, Manchester, London und Leeds. Im Dezember 2012 waren Fearless Vampire Killers die Vorgruppe von Aiden. Fearless Vampire Killers haben auch auf dem Rebellion Festival, dem größten Punk-Festival der Welt, gespielt.
Im April wurde bekannt, dass sie als Vorgruppe für William Control auf dessen Tour 2012 auftreten, allerdings nur in Großbritannien. Fearless Vampire Killers gehörten zur Besetzung des Download-Festivals 2012. Im Oktober 2012 waren Fearless Vampire Killers mit The Dead Lay Waiting auf Tour. Der Name der Tour war „The Killing Is Dead Tour“. Beide Bands headlined den Exeter Zombie Walk and Ball am 27. Oktober 2012. Die Tour erreichte ihren Höhepunkt, als sie an Halloween in London im Vorprogramm von Wednesday 13 auftraten.
Im Februar 2013 werden Fearless Vampire Killers als Vorband für Black Veil Brides bei der Kerrang! Tour 2013 auftreten. Weitere Vorgruppen sind Tonight Alive und Chiodos.
Im April 2013 werden Fearless Vampire Killers mit Fort Hope auf ihrer „Diamonds And Disgrace“ Tour durch England touren.
Am 1. April traten Fearless Vampire Killers mit den Misfits auf.
Außerdem sind sie beim Download-Festival 2013 aufgetreten.
Fearless Vampire Killers waren der Supportact für Madina Lake auf ihrer Abschiedstour im September 2013.
Im November und Dezember 2013 sind sie außerdem Teil der „Revel Without A Cause Tour“ von William Control in Nordamerika.
Im Februar 2015 sind sie der Supportact für In This Moment auf ihrer Europatour. Unter anderem werden sie in Deutschland auftreten.
Fearless Vampire Killers sind außerdem bei der The Black Mass-Tour von Black Veil Brides als Supportact im März 2015 in Europa mit dabei.
Im Oktober 2015 werden Fearless Vampire Killers mit Annisokay in Deutschland, Österreich, Luxemburg und er Schweiz touren.

## Diskografie

### Alben
- 2012: Militia of the Lost[32]
- 2014: Unbreakable Hearts[33]
- 2015: Bruises

### EPs
- 2010: In Grandomina...[34]
- 2011: ...The Blood Never Dries[35]
- 2013 Exposition: The Five Before the Flames[36]

### Singles
| Datum der Erscheinung | Titel                                       | Produzent                                       | Label             |
| --------------------- | ------------------------------------------- | ----------------------------------------------- | ----------------- |
| 30. November 2009     | I Am Gonna Leave You                        | Paul Tipler                                     | -                 |
| 26. März 2012         | Bow Ties on Dead Guys                       | Ben Humphreys, James Billinge and John Mitchell | Goremount Records |
| 11. Juni 2012         | Could We Burn, Darling?                     | Ben Humphreys, James Billinge and John Mitchell | Goremount Records |
| 5. November 2012      | Exploding Heart Disorder / Palace In Flames | Ben Humphreys, James Billinge and John Mitchell | Goremount Records |
| 25. Februar 2013      | Diamond Dust and Crimson Reign              | Ben Humphreys, James Billinge and John Mitchell | Goremount Records |
| 28. Oktober 2013      | All Hallows Evil                            | Ben Humphreys, James Billinge and John Mitchell | Goremount Records |
| 25. Juli 2014         | Neon in the Dancehalls                      | Rolling Vision                                  |                   |
| 25. September 2014    | Maeby                                       | Rolling Vision                                  |                   |

## Musikvideos
- 2010: Palace in Flames
- 2011: Fetish for the Finite
- 2012: Bow Ties on Dead Guys
- 2012: Could We Burn, Darling?
- 2012: Exploding Heart Disorder
- 2012: Palace in Flames [Animated Edition]
- 2013: Diamond Dust And Crimson Reign
- 2013: All Hallows Evil
- 2014: Neon in the Dancehalls
- 2014: Maeby
- 2014: Batten Down the Hatches
- 2015: Like Bruises
- 2015: Feel Alive
- 2016: Regret